# Hebius octolineatum
Espèce
Synonymes
- Tropidonotus octolineatus Boulenger, 1904
- Amphiesma octolineatum (Boulenger, 1904)
- Tropidonotus quadrilineatus Boulenger, 1904
- Tropidonotus pleurotaenia Boulenger, 1904
- Tropidonotus parallelus var. sublaevis Despax, 1913
- Natrix septemlineata Schmidt, 1925
- Natrix nigroreticulata Chang, 1932

Statut de conservation UICN

 LC  : Préoccupation mineure
Hebius octolineatum est une espèce de serpents de la famille des Natricidae. 

## Répartition
Cette espèce est endémique de République populaire de Chine. Elle se rencontre dans les provinces du Yunnan, du Guizhou, du Sichuan et du Guangxi.

## Description
L'holotype de Hebius octolineatum mesure 610 mm dont 125 mm pour la queue.

## Publication originale
- Boulenger, 1904 : Descriptions of new Frogs and Snakes from Yunnan. The annals and magazine of natural history : zoology, botany, and geology, sér. 7, vol. 13, p. 130-134 (texte intégral).